# GOGO! チアガール
『GOGO! チアガール』（ゴーゴー チアガール）は、1980年にTBSと東宝が制作した青春ものテレビドラマ。
それまで男子校だった三ツ星学園に女子部と芸術コースが新設され、転校してきた真弓ら女子生徒たちが学園をかき回し活躍する青春コメディー。
1980年11月5日から1981年10月21日まで、JNN加盟局（ただし、信越放送、北陸放送、熊本放送除く）で毎週水曜19:30 ‐ 20:00（JST）の30分枠で放映された。全40回。衛星波チャンネルの再放送、ビデオソフト化・DVDソフト化は2022年1月現在されていない。

## エピソード
- それまで学園ドラマに添えられていたぐらいのチアガール（チアリーダー）にスポットを当てた作品である。ドラマの中の華麗なチアリーディングの演舞は、吹き替えなしで出演者自らが演じていた。そのため、女子高生の役柄と同年代を演じていた彼女らは、ドラマ撮影期間中は学校からの宿題とドラマの台詞覚え、そして演舞の練習に忙殺されていたという。
- 子役として芸能活動をスタートさせ、前年1979年に放送された『3年B組金八先生（第1シリーズ）』の山田麗子役で注目され、1980年9月にはアイドル歌手としても活動を開始し、松田聖子、田原俊彦、河合奈保子、柏原芳恵らと共に「80年組アイドル」として一翼を担った三原順子を主演に据え、共演には同じく「80年組」の甲斐智枝美、『がんばれ!!ロボコン』のロビンちゃん役や『俺はあばれはっちゃく』の姉役で人気となった島田歌穂を据えたが、三原は番組放映期間中に共演者のひとりで、『ケンちゃんシリーズ』の主演で知られる宮脇康之との交際を宣言。この事を契機に、三原のアイドルとしての人気は下降線をたどることとなり、番組人気も伸び悩む一因となった。
- 甲斐智枝美と同じレギュラーの日髙のり子は、容姿が似ていたことから『明星』など芸能雑誌で紹介されたことがある。

## 日本のチアリーディングに与えた影響
高校生が応援団のチアリーダーになって行きながら、応援とはチアリーディングとは何かを描いた青春ドラマシリーズ。三原ら出演者は、チアというものを何も知らず、プロデューサーやディレクターすらも知らず、その当時日本に初めてチアを紹介して、スポーツイベントに欠かせない華となっていたPISCES（ピィシーズ）に指導・出演を依頼交渉していた。このときに、日本にチアリーダーを普及したいと熱い情熱の、日本で最初のチアリーダーの浅井直湖が、それを引き受けた。
ちなみに、彼女が日本に『チア』という言葉や『チアリーディング』という言葉も作り、『講談社スポーツシリーズ』にも、『チアリーディング』という分野を確立し、六大学や、関西の大学アメフト・野球・バスケ、サッカー、バレー、にチアを広げていた。
チアが登場しマスコミにあちこち取り上げられていた時期に、出演タレントの人気と重なり、チアガールという言葉が女の子の人気になっていた。
スポーツイベントの日本での登場は、チアリーダーの登場と重なり、日本にスポーツ文化・ビジネスを呼んでいた。アクションカメラ小僧という中高生の追っかけが登場したのもこの頃である。この番組は、スポーツイベントに登場したチアリーダーの存在を一気に全国に紹介したのである。この前後、ロッテチアガールのドラマで、同じTBSが手掛けた「想い出づくり。」など、数々のドラマにチアが登場するようになった。

## 出演
- 一ノ木真弓：三原順子
- 片山路子：甲斐智枝美
- 野村亜矢：島田歌穂
- 前田明美：三輪里香
- 中川純子：日髙のり子
- 西尾夏江：田口トモ子
- 川辺熊夫：宮脇康之
- 山下虎吉：伍代参平
- 島田健二：岡本富士太
- 横山大造（校長）：穂積隆信
- 村木ふみ：真屋順子
- 星野誠：鶴見辰吾
- 原：山崎誠･･･城東高校ラグビー部員
- 大室：村尾幸三
- 鶴子（理事長）：楠田薫
- 牛とん亭のチコ：木ノ葉のこ

## スタッフ
- プロデューサー：黒田正司、新江幸生（東宝）、鈴野尚志、土井利泰（TBS）
- 作：田口耕三（担当回･･･#1、#2、#4、#5、#13、#14、#16、#18 など）、加瀬高之（担当回･･･#3、#6、#15、#18 など）、首藤剛志（担当回･･･#12、#18 など）、ほか
- 音楽：青山八郎
- 擬斗：伊奈貫太
- スタジオ：東宝ビルト
- 衣裳：京都衣裳、トンボ学生服
- 指導：全日本鼓笛バンド連盟
- 協力プロデューサー：鳥海満
- 協力：MIZUNO
- 監督：松森健（担当回･･･#1、#2、#3、#16、#17、#18 など）、竹林進（担当回･･･#4、#5、#6、#13、#14、#15 など）、日高武治（担当回･･･#12 など）、石田勝心（担当回･･･#19 など）、ほか
- 製作：東宝株式会社・TBS

## 音楽
- 主題歌：「Let's go! 青春」
- 挿入歌：「夕暮れはセンチメンタル」
作詞：亜蘭知子、作曲：青山八郎、編曲：河野土洋、歌：JUNKO（三原順子）&CHEER LEADERS（発売元：キングレコード）

## サブタイトル
※ゲスト名の後ろのカッコ内は役名
1. OH!ギャル旋風 （1980年11月5日）
2. AH!花の応援団 （11月12日）
3. 求む!男性ヌードモデル （11月19日）
4. 停学!30分 （12月3日）
5. 本日・下着ナシ!? （12月10日）
6. 鬼より怖い愛のムチ （12月17日）
7. 夕暮れはセンチメンタル （12月24日）
8. 一人ぼっちのお正月 （1981年1月7日）
9. ダメ!まだ早い… （1月14日）
10. 飛ばないカップル （1月21日）
11. コソ泥の置き土産 （1月28日）
12. キッスでトライ （2月4日）
13. マーマレードラブ （2月11日）
14. ギョッ!組長に愛されて… （2月18日　ゲスト - 浅香光代（鬼丸組組長・タカ））
15. 大変!女生徒追放 （2月25日）
16. お雛様にはヘソがない! （3月4日　ゲスト - 宮田フィリップ（ジョナサン））
17. (秘)・恋の大脱走!? （3月11日）
18. カンニング珍作戦 （3月18日）
19. 愛を拾った春でした （3月25日　ゲスト - 砂塚英夫（木村文六）、山下洋子（木村ヒトミ））
20. 新入生より愛をこめて （4月15日）
21. 君こそスターだ （4月22日）
22. 恋はいたずら （4月29日）
23. あゝ! 友情ラーメン（5月6日）
24. ハートで選べ! （5月13日）
25. 用心棒ギャル!? （5月20日）
26. わたしが二人!? （5月27日）
27. 父よあなたは弱かった… （6月10日）
28. ゴースト・スクールの対決 （6月17日）
29. 原始人・東京に現る （7月1日）
30. ライバルは赤いバラ （7月8日）
31. 羽衣の松・青い海 （7月22日）
32. 旅ゆかば…!? （8月12日）
33. バイトでタックル （8月26日）
34. 奥さん体験・18歳! （9月2日）
35. 赤い戦い・1 （9月9日）
36. 父の傷あと （9月16日）
37. 赤い戦い・2 （9月23日）
38. デイトピア'81? （10月7日）
39. 結婚します! （10月14日）
40. エースをあなたに!! （10月21日）

## ユニフォーム

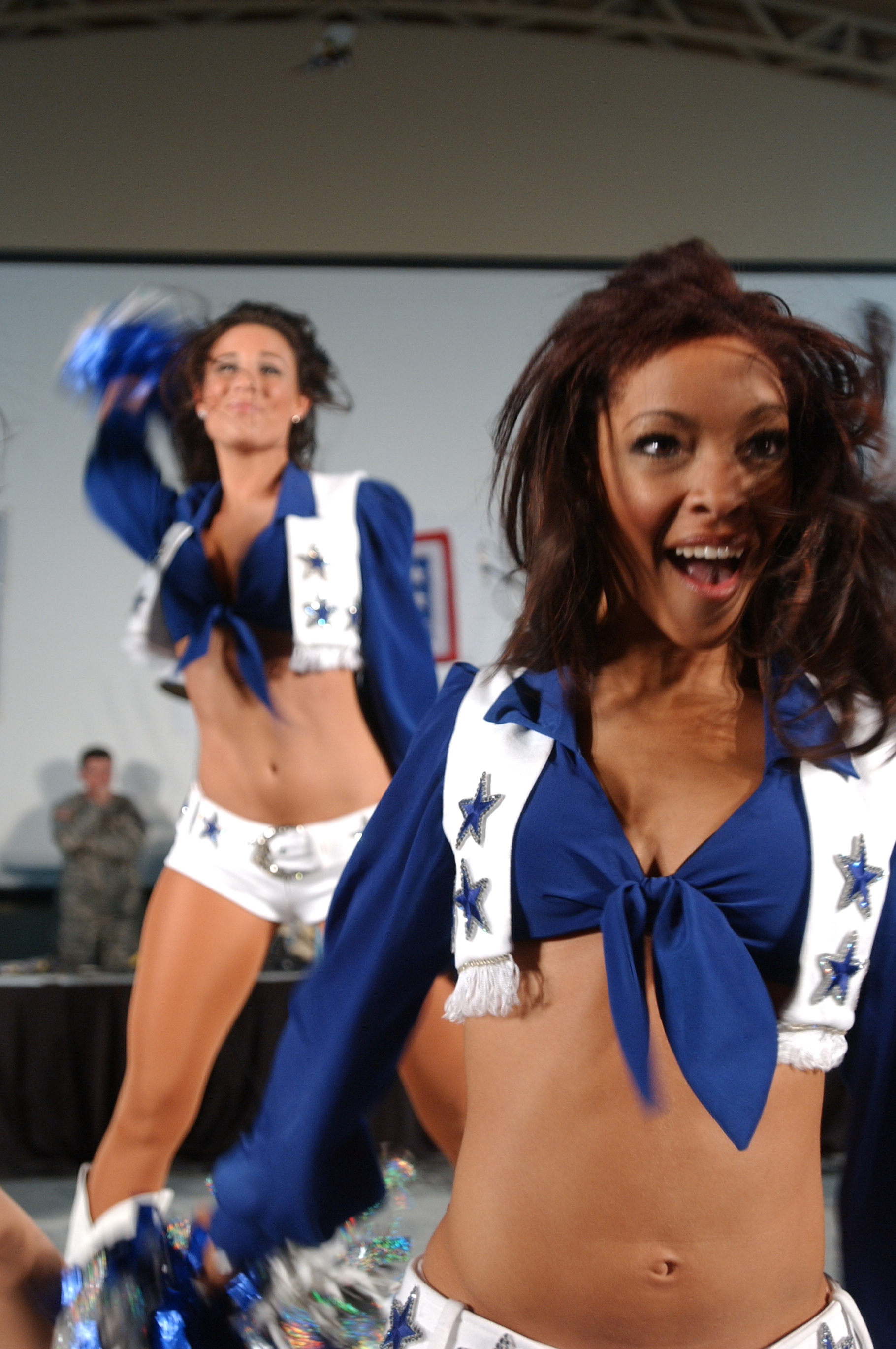
ダラス・カウボーイズの応援団カウガールズのユニフォーム

チアガール達が着るユニフォームは、アメリカンフットボールのプロリーグNFLに所属するNFC東地区のチーム、ダラス・カウボーイズのチアリーダーのユニフォームのデザインを借用して、ブルーのへそ出しブラウスに白いホットパンツ、白いブーツとかなりセクシーなものだった。
- ダラス・カウボーイズ チアリーダー公式サイト
- チアガールのユニフォーム着用の写真が載る、ドラマ主題歌「Let's Go! 青春」のジャケット

## ノベライズ本
- 若桜木虔 『GOGO！チアガールⅠ』『GOGO！チアガールⅠⅠ』 （1981年4月、文化出版局 ポケットメイツ）